# Petite France

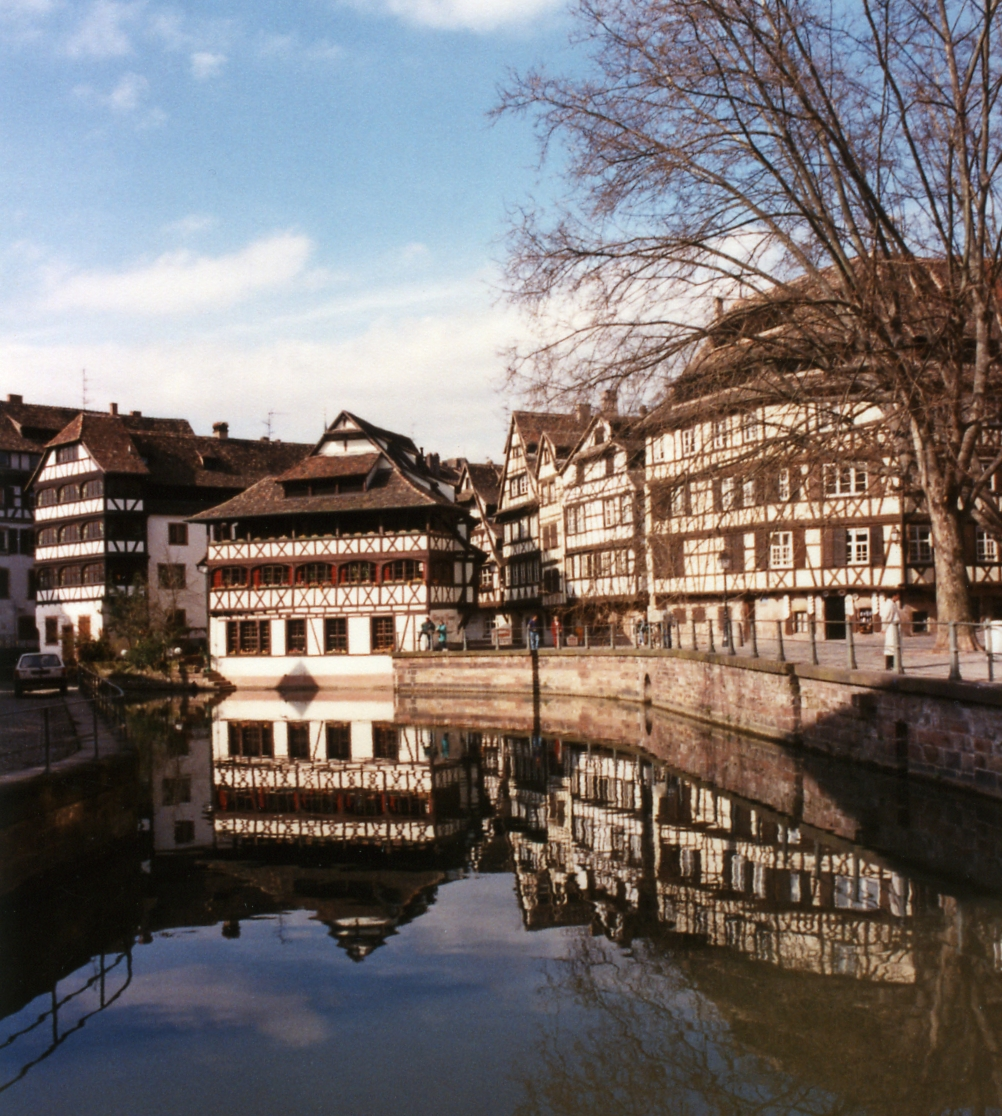
Strasburg – Petite France

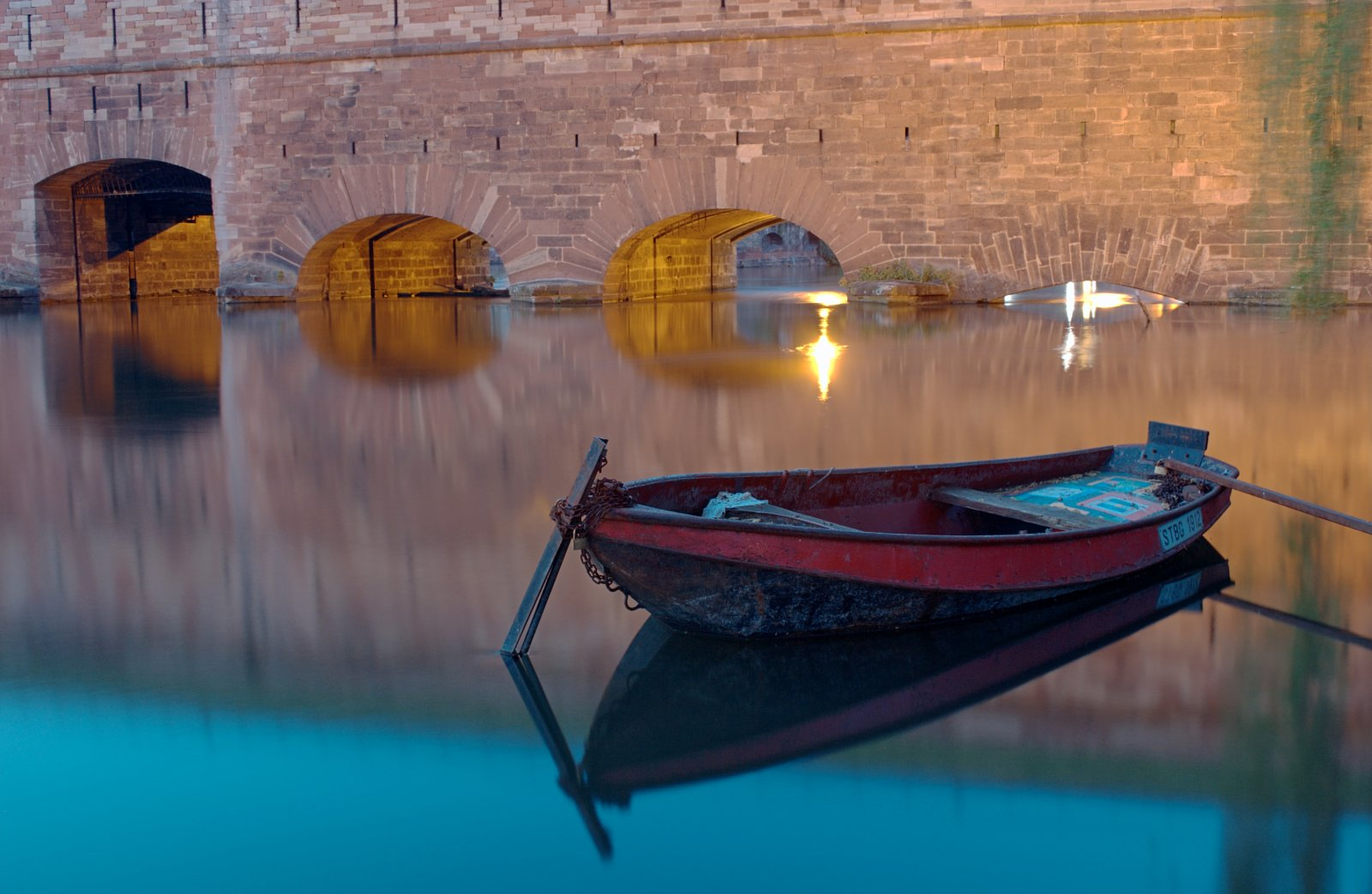

Petite France (pol. Mała Francja) – część Strasburga.
Jego nazwa  pochodzi od szpitala, umieszczonego tam dla cierpiących na "chorobę francuską" czyli kiłę przyniesioną  przez żołnierzy Franciszka I (W związku z tym polska nazwa nie powinna brzmieć  "Mała Francja" ale "Mała Franca").  Dawna dzielnica m.in. rybaków i garbarzy. Większość uliczek do dziś nosi nazwy tych profesji. Zabudowania w znacznej części stanowią przykład konstrukcji szachulcowych z XVI i XVII wieku. Dziś znajdują się tu głównie hotele oraz knajpki, w których skosztować można typowo alzackiego flammeküeche (fr. tarte flambée).